# Poljski repak
Poljski repak (oranični lisičji repak, mišjii repak, lat. Alopecurus myosuroides), jednosupnica uz porodice trava, pripada rodu repka. Rasprostranjena je po dijelovima Europe, Azije i Sjeverne Afrike, a udomaćila se i po ostalim kontinentima (Sjeverna i Južna Amerika i Australija).
Jednogodišnja je biljka, uspravne stabljike s 3 do 5 čvorova, naraste do 80cm. visine. Voli vlažna plodna tla, česta po oranicama i vinogradima, uz putova i zašuštenim mjestima. Poljoprivrednici je smatraju korovom, a krmna vrijednost joj je malena.
Ime vrste myosuroides dolazi od grčkog mys, miš, oura, rep i eidos, izgled, zbog sličnosti s mišjim repom.